# La semana (programa de televisión)
La Semana fue un programa de televisión, emitido entre 1974 y 1978 por TVE. Dirigido por Francisco García Novell, presentado por Rafael Turia y Carmen Lázaro, contaba entre sus redactores con Baltasar Magro, en el que fue su primer trabajo para TVE y Ramón Colom.

## Formato
Inspirado en el espacio Newsround, que emitía la británica BBC, se trataba de un programa informativo destinado a niños y adolescentes de entre 12 y 14 años. Se alternaban entrevistas, reportajes y pequeños debates con los niños como protagonistas. 

## Historia
El programa se emitía dentro del contenedor televisivo Un globo, dos globos, tres globos, titulándose sus primeras semanas Informativo Infantil y Juvenil. A lo largo de sus cuatro años de historia sufrió problemas con la censura, y en palabras de quien fue su director, no pudieron emitirse algunos espacios que abordaban cuestiones espinosas como la situación en el País Vasco o las drogas en las aulas. Finalmente, el programa fue retirado de la programación, pese a los buenos resultados de aceptación.